# Refractor (telescoop)

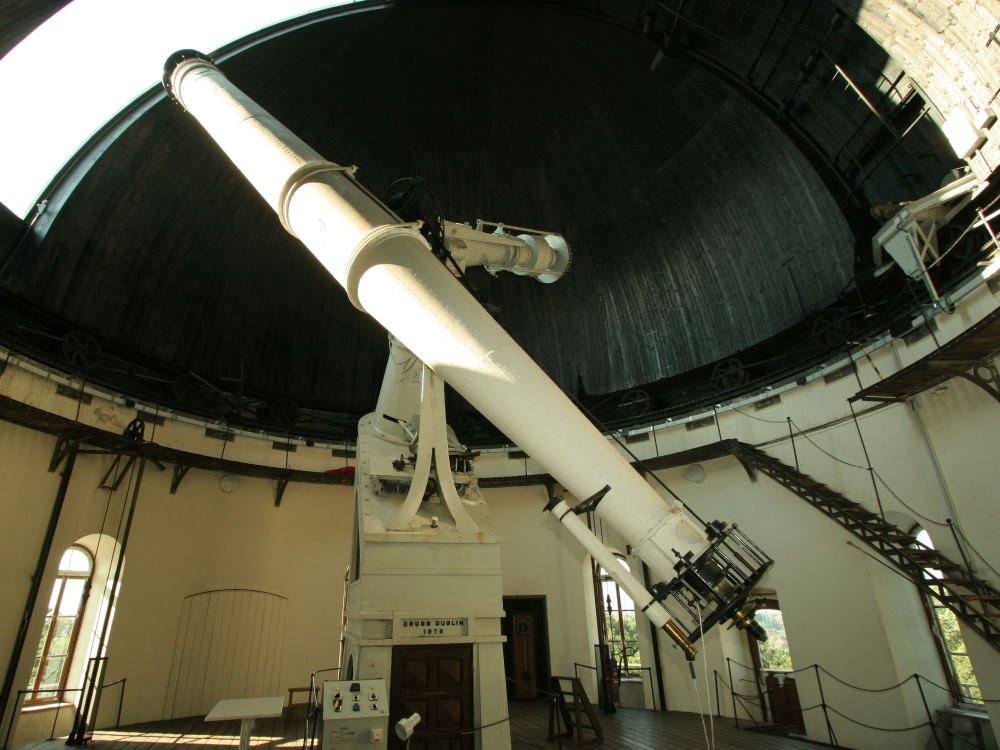
Refractor in het Observatorium van de universiteit te Wenen

Een refractor is een telescoop die door middel van lichtbreking (refractie) aan een bolle objectieflens aan de voorkant de lichtstralen convergeert.
Meestal hebben de objectieflenzen van deze kijkers een lange brandpuntsafstand waardoor sterke vergrotingen mogelijk zijn. Met deze lenzen kunnen kleine details als oppervlaktestructuren van de maan of planeten goed bestudeerd worden. Ook dubbelsterren zijn goed te zien met dit type telescopen. De grootste lenzenkijker met een diameter van 102cm is nog steeds die in de Yerkes-sterrenwacht. De professionele astronoom maakt geen gebruik meer van dit soort telescopen maar voor amateurs zijn ze zeer geschikt. Deze telescoop is gevoelig voor trillingen omdat hij een zeer lange kijkerbuis heeft.

## Geschiedenis

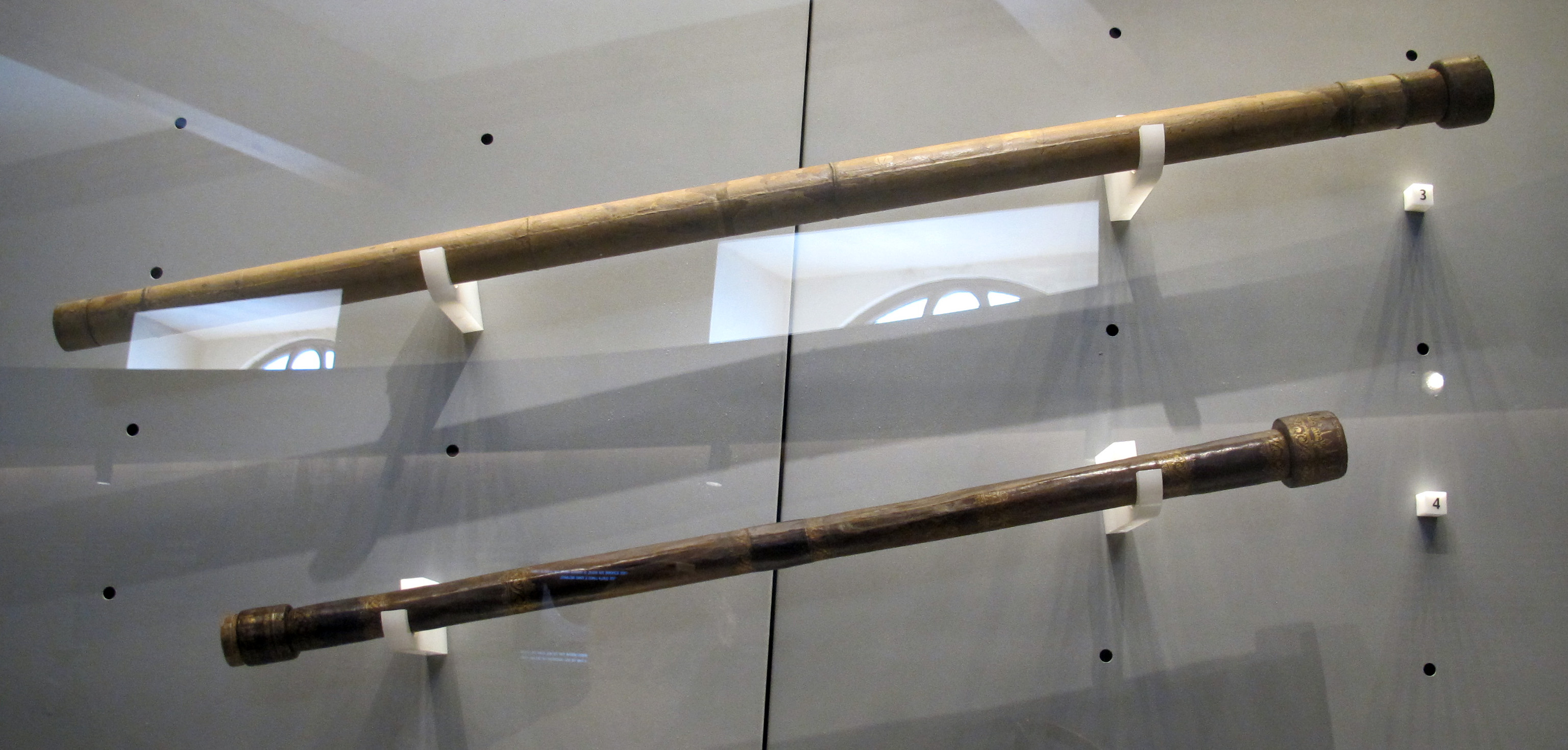
Telescopen van Galilei

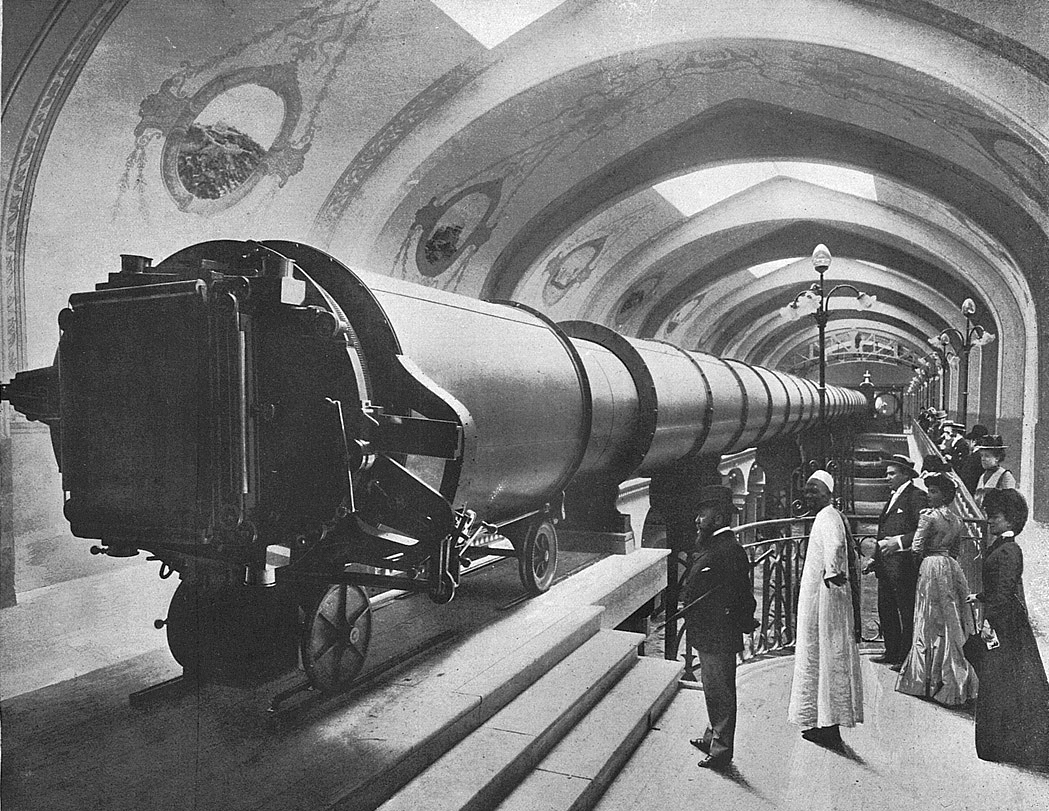
125 cm telescoop op de Exposition Universelle in 1900

De allereerste telescopen die werden uitgevonden waren refractors. De Nederlanders Zacharias Jansen en Hans Lippershey hadden beiden een 'verrekijker' uitgevonden, bestaande uit een buis en twee lenzen. Deze uitvinding werd vooral gebruikt voor het bespioneren van de vijand. Dit kwam Galilei ter ore, en hij bouwde vervolgens in 1609 zijn eigen telescoop; een lenzenkijker. Hij richtte zijn kijker, in tegenstelling tot de Nederlanders, op de sterrenhemel. Hij probeerde zijn lenzenkijker steeds beter te maken door de lenzen te bewerken en de buizen van ander materiaal te maken. Goede lenzen vinden in zijn tijd was moeilijk maar uiteindelijk werden zijn telescopen de beste van de wereld genoemd door de goede kwaliteit van de lenzen.
Na Galilei's uitvinding werden de telescopen steeds verder geperfectioneerd. Christiaan Huygens bouwde samen met zijn broer een telescoop die uit twee delen bestond. De brandpuntsafstanden van de objectieven die zij gebruikten, waren enorm. Zo hadden ze een objectief op een houten paal gezet en het oculair zat eraan vast met een stok of een touw. De ‘luchttelescoop’ liet heel duidelijke beelden zien van onder andere vlekken op Mars en van de Orionnevel.
Alle eenvoudige lenzentelescopen hebben last van chromatische aberratie (kleurschifting), waardoor alle sterren eruitzien als kleine regenboogjes. Isaac Newton kwam met een oplossing. Hij ontwikkelde een spiegeltelescoop, het objectief werd vervangen door een spiegel. Maar omdat een spiegeltelescoop een stuk moeilijker te maken is werden er nog steeds refractors gebouwd. Een zorgvuldig samengestelde lens levert meestal een betere beeldkwaliteit op dan een gepolijste metalen spiegel.
In 1897 werd de grootste lenzentelescoop gemaakt die ook gebruikt is voor waarnemingen. De middellijn van de lens bedraagt 102 centimeter. Deze telescoop is te vinden in de Yerkes-sterrenwacht. Grotere lenzen zijn bijna onmogelijk, doordat ze onder hun eigen gewicht zouden vervormen. Een 125 cm-telescoop die getoond werd op de Exposition Universelle in Parijs is nooit gebruikt.

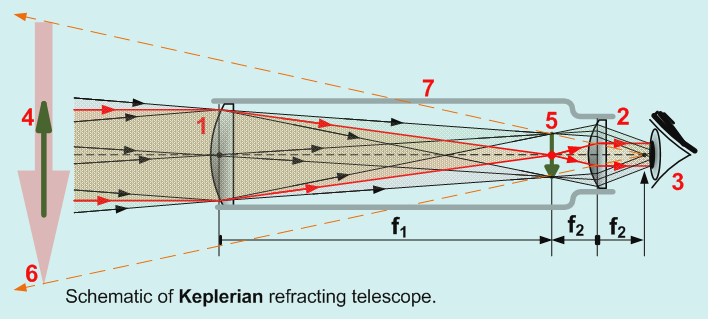
Schematische voorstelling van een Kepleriaanse refractortelescoop

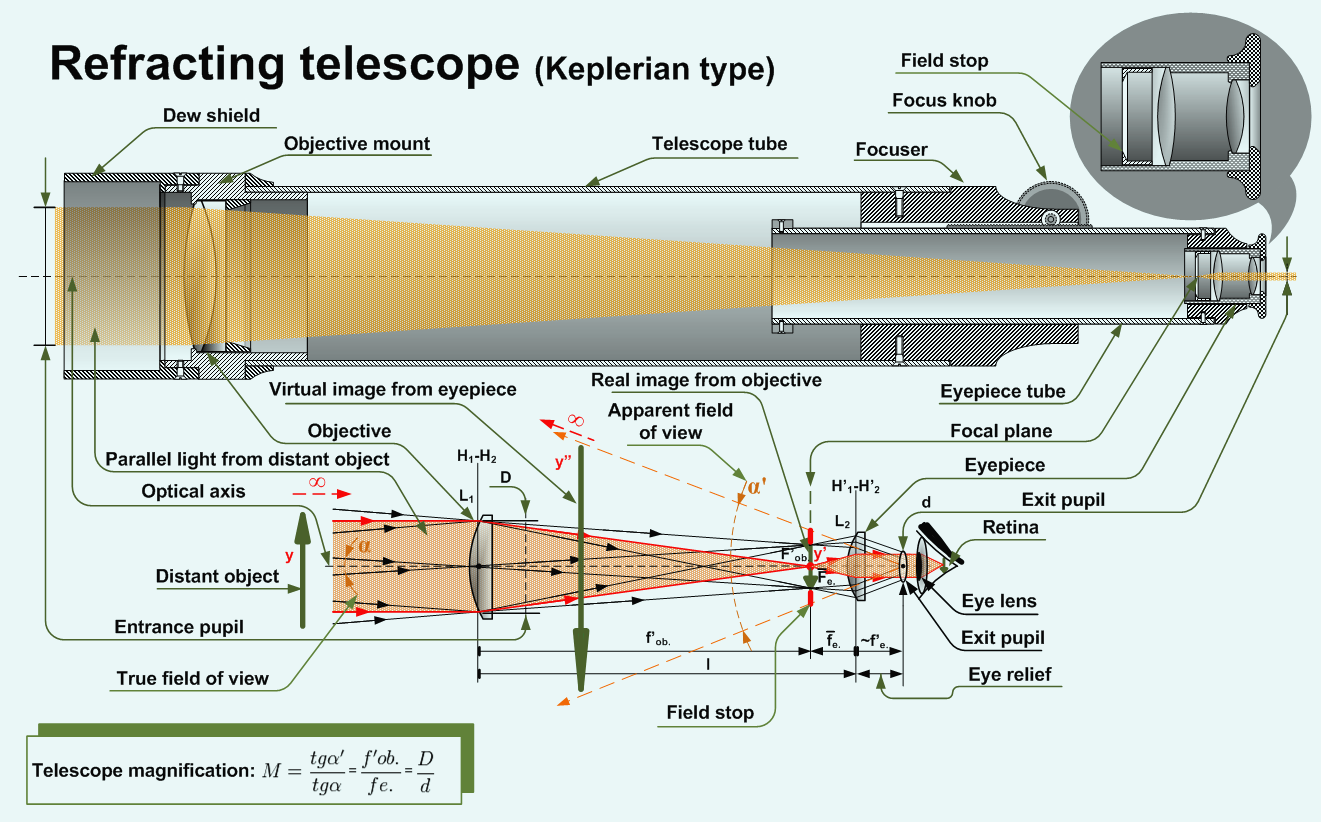
Kepleriaanse refractortelescoop

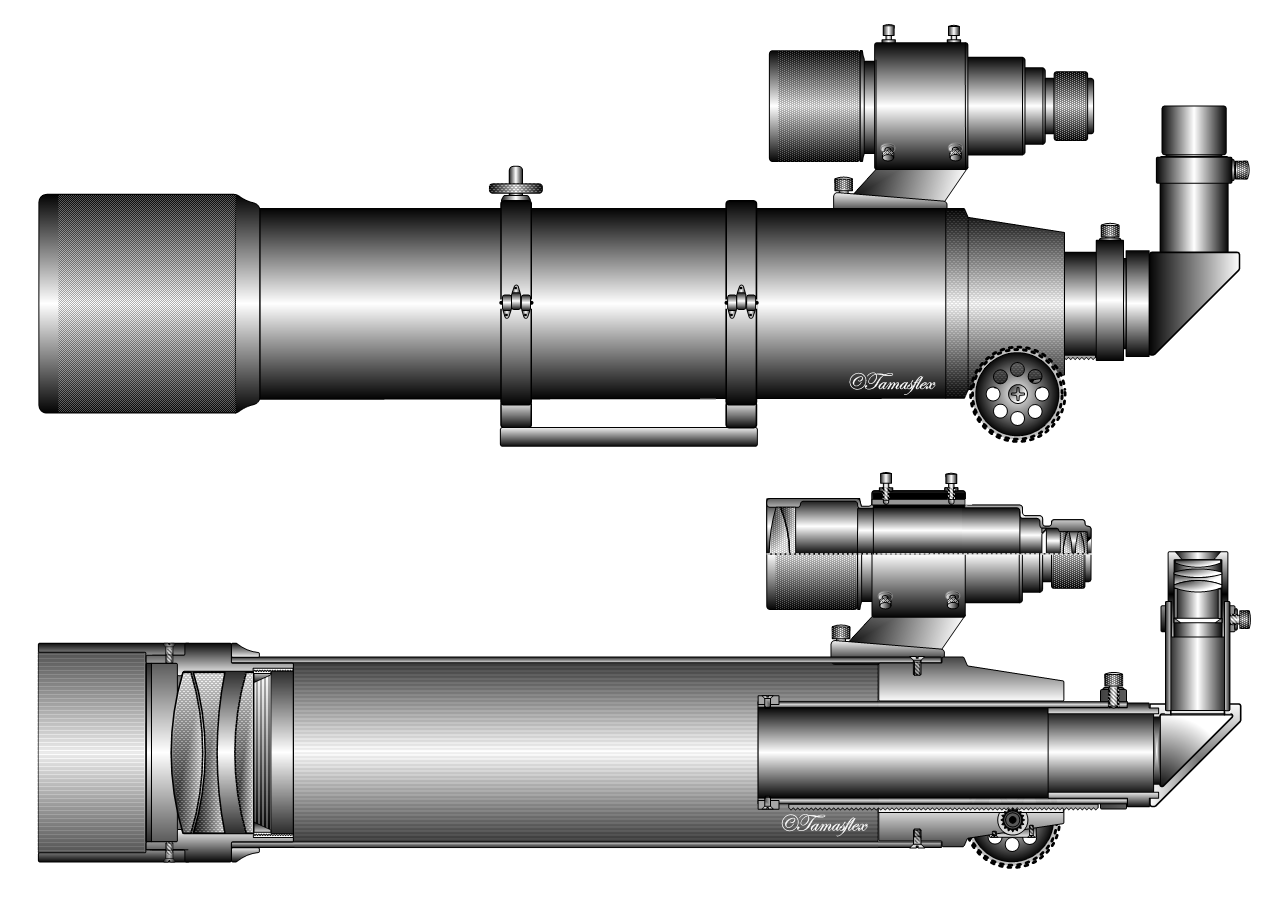
Bovenop het richtkijkertje, rechtsonder het zenithprisma

## Schematische uitleg
Alle refractoren gebruiken hetzelfde principe. Een objectieflens (1) focusseert het beeld tot een zogenaamd virtueel beeld (een beeld dat niet op een oppervlak is geprojecteerd). Met een oculair (2) (in feite een soort loep) wordt dit luchtbeeld met het menselijk oog (3) bekeken. De vergroting is gelijk aan de brandpuntsafstand van het objecief gedeeld door de brandpuntsafstand van het oculair. De toename in lichtsterkte is gelijk aan de oppervlakte van de intreepupil van het objectief gedeeld door de oppervlakte van de uittreepupil van het oculair (als er geen lichtverliezen optreden door adsorptie of reflectie). In feite beeldt het objectief het voorwerp af in het beeldvlak. Als het voorwerp niet oneindig ver weg is, valt het beeldvlak niet met het brandvlak samen, zodat men een onscherp beeld zou zien. Door nu de afstand (7) tussen objectief en oculair te veranderen, kan scherpgesteld worden.
Een Kepleriaanse refractortelescoop draait het beeld 180 graden. Een monoculaire verrekijker, en iedere helft van een binoculaire verrekijker, bevat twee porroprisma’s, die door spiegeling in twee loodrechte richtingen dit corrigeren.
Er zijn vele verschillende configuraties van refractoren om de oriëntatie van het uiteindelijke beeld en aberraties te corrigeren.

## Hulpmiddelen
Door de sterke vergroting is het vaak lastig om een object aan de hemel te vinden. Daarom zijn veel telescopen voorzien van een richtkijkertje dat veel minder vergroot en dat precies evenwijdig aan de hoofdkijker is gericht. Met het richtkijkertje richt men de telescoop op het gewenste object.
Kijken door een refractor is oncomfortabel, doordat de waarnemer schuin omhoog moet kijken. Om dat bezwaar te verhelpen is een refractor voor directe waarneming vrijwel steeds voorzien van een zenithprisma tussen de tubus en het oculair. De lichtstralen worden daardoor 90 graden gespiegeld en de waarnemer kijkt schuin omlaag (of opzij). Door het zenithprisma wordt het beeld tevens gespiegeld. 

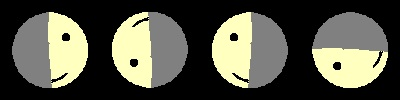
Het mannetje in de maan, gezien met:
1 het blote oog, een Hollandse kijker of prismakijker
2 een refractortelescoop
3 een refractor met zenithprisma (van bovenaf)
4 een refractor met zenithprisma (van opzij)